# Maria Leal
Elisabete Maria Pereira Garcia Rodrigues d'Eça Leal (Lisboa, 14 de março de 1969), popularmente conhecida como Maria Leal, é uma cantora e empresária portuguesa.
O vídeo da apresentação, em 2016, do seu primeiro single, "Dialetos da Ternura", no programa Você na TV!, da TVI, tornou-a num fenómeno da internet, sendo que esse mesmo vídeo arrecadou mais de 3 milhões de visualizações no YouTube em menos de um ano. O vídeo foi, também, o mais visto pelos portugueses no YouTube em 2016. 
Apesar de a própria já ter afirmado que possui talento como cantora, Maria Leal é tida como uma má vocalista - tendo sido, por isso, equiparada a fenómenos como o de Zé Cabra - este visto com mais amabilidade pelos portugueses.

## Biografia

### Antes da fama
Nasceu na antiga freguesia da Pena, em Lisboa, e viveu a maior parte da sua vida em Cascais.
Logo após o nascimento, mudou-se para Braga, onde viveu até aos 3 ou 4 anos, quando voltou para a capital, onde passou o resto da infância. Afirmou que em criança mostrava comportamentos caraterísticos de um rapaz, o que levava a que lhe chamassem "Maria-Rapaz".
Afirma que viveu em casa dos pais até aos 22 anos de idade, altura em que começou a estudar e a trabalhar ao mesmo tempo. O seu primeiro emprego passou por gerir e fazer as montras de uma loja na Caparica, trabalho do qual admite ter gostado imenso, devido à sua paixão pela moda. Depois de completar os estudos e por opção própria, abandonou este emprego, focando-se nas suas lojas de roupa em Lisboa. Mais tarde, expandiu o negócio até Elvas, apaixonando-se pela cidade. Acabou  por ficar a gerir uma loja durante dois anos naquela cidade alentejana.

### Percurso musical
Após uma pequena participação de Maria Leal no confessionário do reality show da TVI A Quinta, para terminar a relação com Tiago Ginga, o produtor musical José Ricardo convidou-a para a realização de um projeto, que mais tarde ganhou a forma de um curto CD com o título "A Força de um Sonho".
Em outubro de 2016, apresentou o seu primeiro single, "Dialetos de Ternura", no programa da TVI Você na TV!, o que resultou num fenómeno viral na internet. Foram milhares as visualizações nas primeiras horas, atingindo os milhões em menos de um mês. Em resposta ao sucesso do seu primeiro single, Maria Leal foi alvo de críticas por diversos músicos portugueses de renome e pelo público em geral. A cantora foi acusada de ter alterado excessivamente a sua voz na gravação de "Dialetos da Ternura" e de ter falta de talento. Os movimentos de dança que apresentou na atuação no Você na TV! e a capa do single foram igualmente ridicularizados.
Com o sucesso do single, a cantora-empresária foca-se na indústria musical, fazendo inúmeros espetáculos em discotecas do norte ao sul de Portugal e nos principais destinos europeus dos emigrantes portugueses, como França, Luxemburgo, Suíça e Inglaterra.
Em outubro de 2017, lança a canção "Curtir a Noite". Em novembro do mesmo ano, grava o videoclipe para a mesma canção, que, em maio de 2018, não tinha ainda sido lançado, pelo que se presume que o lançamento tenha sido cancelado.
Em maio de 2018, lança o single "O Verão É Nosso", com o respetivo videoclipe, o seu primeiro vídeo musical oficial. A letra foi escrita por Sérgio Ventura com produção de Jaimão e da própria Maria Leal. Dois dias depois da estreia, já possuía 179 mil visualizações e estava no 1.º lugar dos vídeos do YouTube mais vistos do dia em Portugal. Em duas semanas e meia, o videoclipe atingiu a marca de um milhão de visualizações.
A 18 de dezembro de 2018, lança um segundo videoclipe, para o tema "Sou a Tua Menina", a sua segunda colaboração com Jaimão. É também no final de 2018 que lança finalmente o seu primeiro álbum, Sou a Tua Menina, que, no entanto, passou despercebido. Com oito faixas - incluindo aquela que popularizou Maria Leal, "Dialetos da Ternura" -, Sou a Tua Menina inclui os temas  "DJ Aumenta o Som", "Ladies Night", "Sun7" e "Obrigado", este último criado pessoalmente pela cantora com o objetivo de agradecer àqueles que considera serem seus fãs, por todo o apoio que lhe deram.
Em maio de 2018, lança o single "O Verão É Nosso", que acaba por se alvo de escárnio nas redes sociais, com os utilizadores das mesmas atribuírem o pouco calor e a chuva do verão de 2018 a uma suposta praga da cantora. Tendo isto em conta, na primavera seguinte, Leal lança "Desta Vez Não Vai Chover". Dois meses antes deste último tema, em abril de 2019, lança "Tá Demais" - supostamente uma música infantil -, com um videoclipe que se torna em mais um grande fenómeno viral em Portugal. Seguindo o mesmo género musical, em março de 2020 lança "3, 2, 1... Ordem Para Voar". Ainda antes, em novembro de 2019 lança "O Natal da Maria". Em outubro de 2020, lança "Isto Vai Passar", que apresenta como uma canção de esperança no contexto da pandemia de Covid-19.
Em junho de 2021, lança o tema "Gelado de Verão", em colaboração com Daniel Savate. Em novembro do mesmo ano, lança o tema country "Porque Te Amo". No ano seguinte, lança "Eu Estou com a Ucrânia - uma canção de solidariedade para com aquele país, invadido pela Rússia - "Este Agosto" e "Desce Até Chão" (que conta com a participação do brasileiro Marcola 062), em maio e outubro, respetivamente. Em 2023, lança "Bate" - tema que foi comparado nas redes sociais ao single "Rave de Favela" (2020), do grupo Major Lazer -, em março, e "Traidora", em setembro. Em março de 2024, estreia mais um tema, "Cheira-me a Falso", acompanhado do respetivo videoclipe, gravado nas Grutas de Mira de Aire.

## Vida pessoal
Casada 4 vezes,  tem 5 filhos e 3 netos, dos quais é muito protetora, não divulgando muita informação sobre eles.
A sua filha Filipa foi mãe com apenas 15 anos.
Casou-se em 2013 com Francisco d'Eça Leal (20 anos mais jovem do que ela), filho de Paulo Guilherme d'Eça Leal. Francisco é um jovem fragilizado que, apesar de ter herdado uma fortuna, vive hoje da ajuda da Santa Casa da Misericórdia de Lisboa. Viveram juntos até 2016. Durante os três anos de vida em comum, Francisco viu desfazer-se uma herança avaliada em mais de 1 milhão de euros. Francisco sofria de esquizofrenia e corria também sérios riscos de paraplegia, em consequência de se ter atirado de uma janela do Hospital Júlio de Matos. Ao casar com Elisabete Rodrigues — que, depois do casamento, assumiu o apelido do marido, sendo agora conhecida publicamente como Maria Leal —, a vida de Francisco mudou. Da herança, resta-lhe o apartamento, onde vive sozinho, com o apoio da mãe e da Santa Casa da Misericórdia. Todos os outros bens, avaliados em mais de 1 milhão de euros, foram gastos durante os primeiros anos de casamento. Na queixa-crime que apresentou contra a mulher, a par do processo de divórcio, Francisco acusou Maria Leal de se ter aproveitado da sua situação de dependência e fragilidade emocional para vender ao desbarato o património. Em fevereiro de 2020, o Ministério Público arquivou a acusação de Francisco D'Eça Leal contra a cantora, tendo chegado à conclusão que Maria Leal gastou o dinheiro do ex-marido com o consentimento deste.
Depois de meses numa relação com o ex-concorrente do reality show Secret Story - Casa dos Segredos Tiago Ginga, o ex-namorado de Bernardina Brito participou no reality show A Quinta: O Desafio - que decorreu no primeiro trimestre de 2016 -, onde acabou por se reconciliar com esta enquanto mantinha a relação com Maria. A então futura cantora entrou na "quinta" durante uma das galas para terminar a sua relação. Esta foi a primeira aparição pública de Maria Leal.
Entre o final de dezembro de 2016 e o início de janeiro de 2017, teve um relacionamento amoroso polémico com o cantor Sérgio Hash, que culminou com as declarações de ambos no programa Manhã CM, da CMTV, e com vídeos divulgados nas redes sociais dos cantores.
O pai da cantora sofreu de cancro, assunto que aborda periodicamente, nomeando-o como inspiração, pela força que possui. A situação fê-la desenvolver um grande sentido de compaixão por todas as vítimas desta e de outras doenças, razão pela qual visita com regularidade os centros do IPOFG em Portugal e faz doações a organizações de apoio aos doentes mais jovens.
Tem uma grande proximidade com os fãs, sendo frequentes os diretos na sua página do Facebook.